# Élection du Conseil de sécurité des Nations unies de 2012
La 68e élection du Conseil de sécurité des Nations unies a eu lieu le 18 octobre 2012 pendant la 67e session de l’Assemblée générale des Nations unies au siège des Nations unies à New York. Cette élection consistait en le renouvellement de cinq des dix sièges non permanents du Conseil, les nouveaux membres étant élus pour un mandat de deux ans commençant le 1er janvier 2013 et s'achevant le 31 décembre 2014. Les cinq sièges permanents, comme l'indique leur dénomination, ne sont pas concernés par cette élection.
L'Argentine, l'Australie et le Rwanda ont été élus au premier tour de scrutin, tandis que le Luxembourg et la Corée du Sud ont été élus au deuxième.

## Règles
Cinq États membres de l'Organisation des Nations unies sont élus pour un mandat de deux ans démarrant le 1er janvier 2013. L'élection commence le 18 octobre de l'année précédente et continue dans chaque groupe jusqu'à ce qu'une majorité des deux tiers soit atteinte.

### Répartition des sièges à pourvoir
2013 étant une année impaire, les cinq sièges à élire sont répartis comme suit :
- 1 siège pour le groupe des États d’Afrique,
- 1 siège pour le groupe des États d’Amérique latine et des Caraïbes,
- 1 siège pour la groupe des États d’Asie-Pacifique,
- 2 siège pour le groupe des États d’Europe occidentale et autres États.

## Candidats

### Afrique
- Rwanda[1]

### Amérique latine et les Caraïbes
- Argentine[1]

### Asie-Pacifique
- Bhoutan[1]
- Cambodge[1]
- Corée du Sud[1]

### Europe occidentale et autres États
- Australie[1]
- Luxembourg[1]
- Finlande[1]

## Résultats
L'Argentine, l'Australie et le Rwanda ont été élus au premier tour de scrutin, tandis que le Luxembourg et la Corée du Sud ont été élus au deuxième.

### Afrique et Asie-Pacifique
| Résultats de l'élection des états africains et asiatiques | Résultats de l'élection des états africains et asiatiques | Résultats de l'élection des états africains et asiatiques |
| --------------------------------------------------------- | --------------------------------------------------------- | --------------------------------------------------------- |
| Membre                                                    | 1re tour                                                  | 2e tour                                                   |
| Rwanda                                                    | 148                                                       | —                                                         |
| Corée du Sud                                              | 116                                                       | 149                                                       |
| Cambodge                                                  | 62                                                        | 43                                                        |
| Bhoutan                                                   | 20                                                        | —                                                         |
| Tanzanie                                                  | 3                                                         | —                                                         |
| République démocratique du Congo                          | 1                                                         | —                                                         |
| abstentions                                               | 1                                                         | 0                                                         |
| bulletins nuls                                            | 0                                                         | 1                                                         |
| majorité requise                                          | 128                                                       | 128                                                       |

### Amérique latine et les Caraïbes
| Résultats de l'élection d'un état latino-américain ou caraïbe | Résultats de l'élection d'un état latino-américain ou caraïbe |
| ------------------------------------------------------------- | ------------------------------------------------------------- |
| Membre                                                        | 1re tour                                                      |
| Argentine                                                     | 182                                                           |
| Barbade                                                       | 1                                                             |
| Cuba                                                          | 1                                                             |
| abstentions                                                   | 8                                                             |
| bulletins nuls                                                | 1                                                             |
| majorité requise                                              | 123                                                           |

### Groupe des États d’Europe occidentale et autres États
| Résultats de l'élection de deux états du Groupe des États d’Europe occidentale et autres États | Résultats de l'élection de deux états du Groupe des États d’Europe occidentale et autres États | Résultats de l'élection de deux états du Groupe des États d’Europe occidentale et autres États |
| ---------------------------------------------------------------------------------------------- | ---------------------------------------------------------------------------------------------- | ---------------------------------------------------------------------------------------------- |
| Membre                                                                                         | 1re tour                                                                                       | 2e tour                                                                                        |
| Australie                                                                                      | 140                                                                                            | —                                                                                              |
| Luxembourg                                                                                     | 128                                                                                            | 131                                                                                            |
| Finlande                                                                                       | 108                                                                                            | 62                                                                                             |
| abstentions                                                                                    | 0                                                                                              | 0                                                                                              |
| majorité requise                                                                               | 129                                                                                            | 129                                                                                            |